# Theis Houlberg
Theis Houlberg (* 31. Dezember 1996 in Herlev Kommune) ist ein dänischer Squashspieler.

## Karriere
Theis Houlberg spielt seit 2018 vereinzelt auf der PSA Squash Tour. Er erreichte seine höchste Platzierung in der Weltrangliste mit Rang 205 am 8. Januar 2024. Mit der dänischen Nationalmannschaft nahm er 2017 erstmals an den Europameisterschaften teil und gehörte auch 2018, 2022, 2023, 2024 und 2025 zum Kader. Im Einzel stand er 2024 erstmals im Hauptfeld der Europameisterschaft und erreichte sogleich die zweite Runde, in der er Martin Švec in drei Sätzen unterlag.
Houlberg wurde 2021 zum ersten Mal dänischer Landesmeister und verteidigte seinen Titel viermal in Folge.

## Erfolge
- Dänischer Meister: 5 Titel (2021–2025)